# Andrei Jämsä
Andrei Jämsä (Pärnu, 14 febbraio 1982) è un canottiere estone, vincitore della medaglia di bronzo nel 4 di coppia a Rio de Janeiro 2016.

## Palmarès
- Olimpiadi

Rio de Janeiro 2016: bronzo nel 4 di coppia.
- Mondiali

Kaizu 2005: bronzo nel 4 di coppia.
Eton 2006: bronzo nel 4 di coppia.
Aiguebelette-le-Lac 2015: bronzo nel 4 di coppia.
- Europei

Maratona 2008: oro nel quattro di coppia.
Plovdiv 2011: argento nel quattro di coppia.
Varese 2012: oro nel quattro di coppia.
Brandenburg 2016: oro nel quattro di coppia.